# Далем, Пьер
Пьер Антуа́н Анри Жозе́ф Далем (фр. Pierre Antoine Henri Joseph Dalem; 16 марта 1912, Льеж, Валлония — 22 февраля 1993) — бельгийский футболист, играл на позиции полузащитника. Участник чемпионата мира 1938 года.

## Биография

### Клубная карьера
В течение восьми сезонов играл за льежский «Стандард». Помимо этого он в общей сумме в течение 10 сезонов играл за «Мальмундрию». Он также играл за «Вервье» и «Вьельсальм». Завершил карьеру в 1952 году.

### Карьера в сборной
Дебютировал за сборную Бельгии 31 марта 1935 года в товарищеском матче со сборной Нидерландов — Бельгия проиграла матч 2:4.
В составе сборной Бельгии принимал участие на чемпионате мира 1938 года, но на поле не выходил. Всего за сборную Бельгии сыграл 23 матча.

### Смерть
Скончался 22 февраля 1993 года в возрасте 80 лет.